# Marion Tinsley
Marion Tinsley (ur. 3 lutego 1927, zm. 3 kwietnia 1995) – amerykański warcabista, uważany za najlepszego w historii. 

## Życiorys
Był mistrzem świata w latach 1955–1958 i 1975–1991. W ciągu 45 lat kariery Tinsley przegrał jedynie 9 partii (w tym dwie z programem komputerowym Chinook Jonathana Schaeffera), jednocześnie nie odnosząc żadnej porażki w partiach rozgrywanych w mistrzostwach świata.